# Margaretha de Heerprijs
De Margaretha de Heerprijs is een vierjaarlijkse prijs voor een persoon of organisatie die een bijzondere bijdrage heeft geleverd aan de beeldende kunsten in Leeuwarden. Deze erkenning is vernoemd naar de Friese kunstenares Margareta de Heer en werd voor het eerst uitgereikt 1998. Naast een oorkonde is er een geldbedrag van vijfentwintighonderd euro aan de prijs gekoppeld.

## Winnaars
- 1998: Ra van der Hek
- 2002: Stichting V/H de Gemeente
- 2007: Anne Feddema
- 2013: discussiepodium Attiek
- 2017: Stichting VHDG[2]
- 2021: Marten Winters